# The Time (Dirty Bit)
The Time (Dirty Bit) ist ein Lied der Hip-Hop-Gruppe The Black Eyed Peas und eine Single-Auskopplung aus deren Album The Beginning. Neben den Bandmitgliedern will.i.am und Apl.de.ap hat Damien LeRoy den Song mitgeschrieben.

## Zusammensetzung
Der Refrain des Liedes ist ein abgewandeltes Sample des Titels (I’ve Had) The Time of My Life von Bill Medley und Jennifer Warnes. In der Strophe singen und rappen die Gruppenmitglieder will.i.am, Fergie und Apl.de.ap zu einem Tanz- und Electro-House-Beat.

## Musikvideo
Das Musikvideo der Single wurde am 23. November 2010 mit Rich Lee veröffentlicht, der ebenfalls an dem Video der Singles Rock That Body und Imma Be beteiligt war.

## Chartplatzierungen
The Time (The Dirty Bit) debütierte in den Canadian Hot 100 schon am 5. November 2010 auf dem 87. Platz. Der Song debütierte in den Billboard Pop-Songs-Charts auf Platz 40. Die nächste Woche gleich als Platz 19 in den Charts. The Time (The Dirty Bit) belegte den 2. Platz in den UK-Dance-Charts sowie auch in Neuseeland. Gleich in der ersten Woche erreichte das Lied die Top Ten der Australischen Charts und war zwei Wochen auf Platz 1. Auch in Irland und den Niederlanden erreichte der Song die Top 10. In Deutschland erreichte er nach drei Wochen auf Platz zwei im Januar 2011 die Chartspitze, an der er insgesamt vier Wochen stand.
| ChartsChartplatzierungen       | Höchstplatzierung | Wochen |
| ------------------------------ | ----------------- | ------ |
| Deutschland (GfK)              | 1 (35 Wo.)        | 35     |
| Österreich (Ö3)                | 1 (30 Wo.)        | 30     |
| Schweiz (IFPI)                 | 1 (35 Wo.)        | 35     |
| Vereinigte Staaten (Billboard) | 4 (20 Wo.)        | 20     |
| Vereinigtes Königreich (OCC)   | 1 (25 Wo.)        | 25     |

| ChartsJahrescharts (2010)    | Platzierung |
| ---------------------------- | ----------- |
| Deutschland (GfK)            | 21          |
| Österreich (Ö3)              | 43          |
| Schweiz (IFPI)               | 49          |
| Vereinigtes Königreich (OCC) | 26          |

| ChartsJahrescharts (2011)      | Platzierung |
| ------------------------------ | ----------- |
| Deutschland (GfK)              | 36          |
| Österreich (Ö3)                | 9           |
| Schweiz (IFPI)                 | 18          |
| Vereinigte Staaten (Billboard) | 37          |

## Auszeichnungen für Musikverkäufe
| Land/Region                  | Auszeichnungen für Musikverkäufe (Land/Region, Auszeichnung, Verkäufe) | Verkäufe  |
| ---------------------------- | ---------------------------------------------------------------------- | --------- |
| Australien (ARIA)            | 3× Platin                                                              | 210.000   |
| Belgien (BRMA)               | Platin                                                                 | 30.000    |
| Brasilien (PMB)              | 2× Diamant                                                             | 500.000   |
| Dänemark (IFPI)              | Gold                                                                   | 15.000    |
| Deutschland (BVMI)           | 3× Gold                                                                | 450.000   |
| Frankreich (SNEP)            | Platin                                                                 | 250.000   |
| Italien (FIMI)               | Platin                                                                 | 30.000    |
| Japan (RIAJ)                 | Gold                                                                   | 100.000   |
| Neuseeland (RMNZ)            | Platin                                                                 | 15.000    |
| Schweden (IFPI)              | 3× Platin                                                              | 120.000   |
| Schweiz (IFPI)               | 2× Platin                                                              | 60.000    |
| Spanien (Promusicae)         | Platin                                                                 | 40.000    |
| Südkorea (KMCA)              | —                                                                      | 364.440   |
| Vereinigtes Königreich (BPI) | Platin                                                                 | 600.000   |
| Insgesamt                    | 3× Gold · 15× Platin · 2× Diamant ·                                    | 2.784.440 |

Hauptartikel: The Black Eyed Peas/Auszeichnungen für Musikverkäufe

## Auszeichnungen für Musikstreaming
| Land/Region     | Auszeichnungen für Musikverkäufe (Land/Region, Auszeichnung, Verkäufe) | Verkäufe |
| --------------- | ---------------------------------------------------------------------- | -------- |
| Dänemark (IFPI) | Gold                                                                   | 50.000   |
| Insgesamt       | 1× Gold ·                                                              | 50.000   |

Hauptartikel: The Black Eyed Peas/Auszeichnungen für Musikverkäufe